# 簡易消火用具

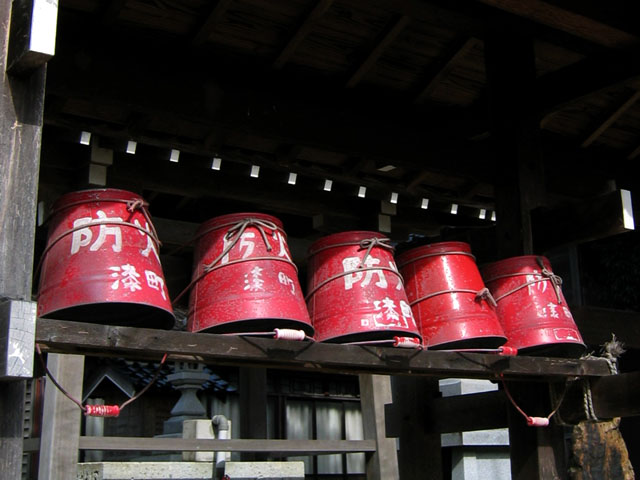
消火バケツ

簡易消火用具（かんいしょうかようぐ）とは、水バケツ、乾燥砂等の消火器ではないが、消防法及び関係政令上消火器の代替が可能なものである。
消防法に定める防火対象物に必要な消火器の能力単位数の1/3までは、これらの簡易消火用具で代替することが出来る。しかし、消防機関の指導により、義務設置の消火用具と取り扱ってもらえない場合もある。
エアゾール式簡易消火具はこの項目とは関係ない。

## 消防法施行令・消防法施行規則による簡易消火用具

### 水バケツ
- 水を満たした8リットル以上の消火専用のバケツ3個。普通火災1単位

8リットル入り水バケツは三個でA-1の火災模型を消火し得る事から定められている。かつてはバケツは金属製で朝顔形の物という規定があったが、今は無い。「消火バケツ」と表示する。

### 消火水槽
- 80リットル以上の水槽に8リットル入り消火専用バケツ3個を併置したもの。普通火災1.5単位
- 190リットル以上の水槽に8リットル入り消火専用バケツ6個を併置したもの。普通火災2.5単位

「消火水槽」と表示する。

### 乾燥砂
- 50リットル以上の1塊りにスコップ1個を併置したもの。普通火災・電気火災以外の能力単位0.5単位

主にナトリウムやアルミ粉、マグネシウム等の金属火災、消火器では消火不可能な危険物に対して用いられる。危険物類の流出対策用ともなる。
「消火砂」と表示する。

### 膨張ひる石、膨張真珠岩
- 160リットル以上の1塊にスコップ1個を併置したもの。普通火災・電気火災以外の能力単位1単位。

バーミキュライトの類である、乾燥砂と同等の目的に用いられる。「消火ひる石」と表示する。膨張真珠岩はパーライトの類で膨張ひる石と同様の方法で使用する。

## 特例として簡易消火用具と認められたもの

### 三角バケツ
内部に隔壁があり、一度に全量が出ず、数回にわたって散水可能なもの。7リットルのもの2個で消火バケツ3個と同等と看做される。

### 投てき式消火弾
消火弾は、塩化アンモニウム-炭酸ナトリウム等の水溶液をガラス製アンプルや割れ易い
プラスチック容器に封入し、火災時に火元に投げ込み消火を図るもの。
1960年代まで消火器より安価で、詰替え等の手間が要らない事から普及した。毒性のある四塩化炭素を充填したものもあったが、能力単位は無い。
古くからあるガラス製のものは6個で消火専用のバケツ3個と同等と看做される。